# Westlands Museum

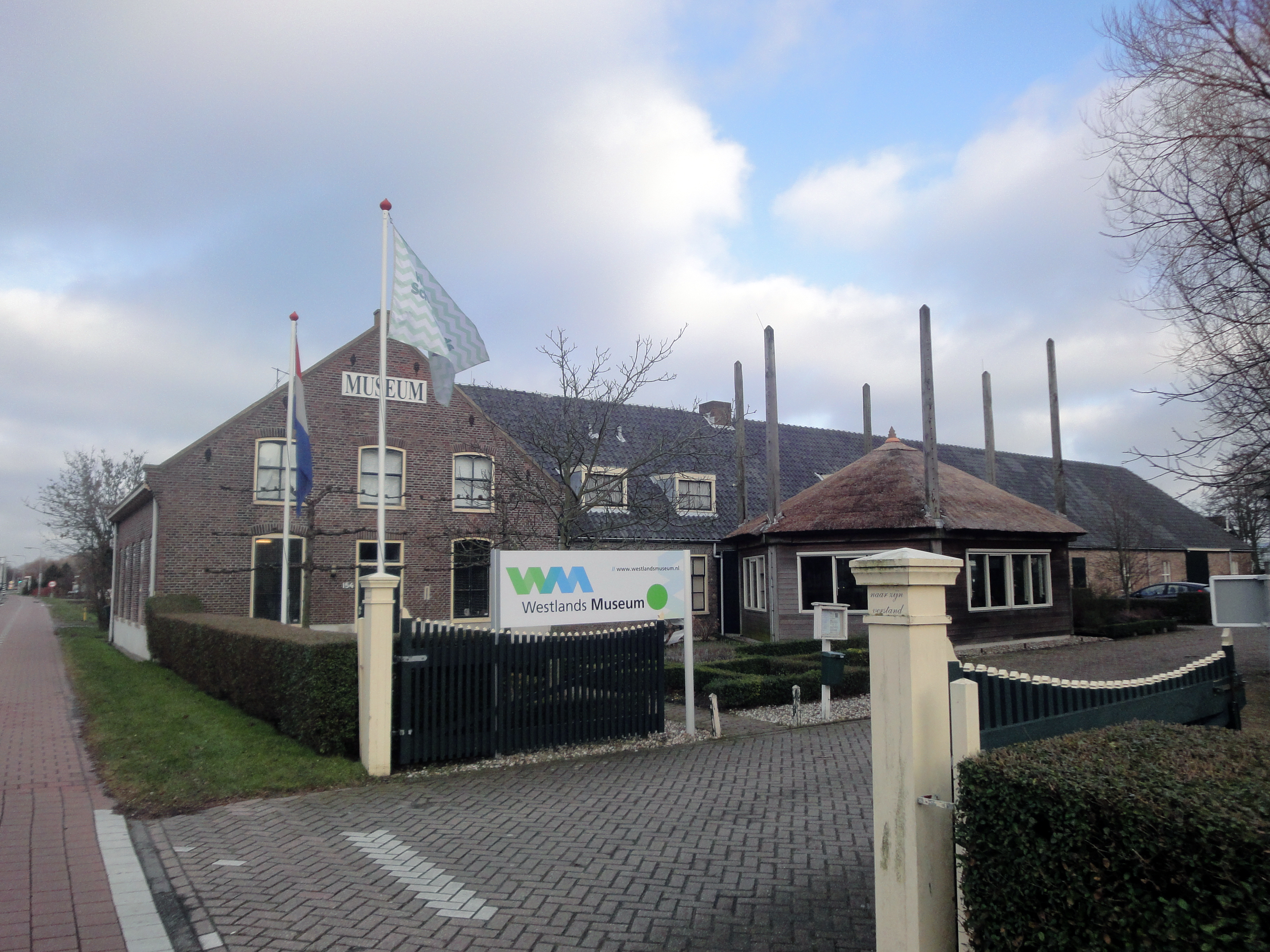
Het Westlands Museum in Honselersdijk

Het Westlands Museum voor Streek en Tuinbouwhistorie of Westlands Museum is sinds 1991 een museum in Honselersdijk, Nederland, en behandelt de geschiedenis van het Westland en de voor de regio kenmerkende tuinbouw. Het museum is tot stand gekomen na een fusie tussen drie musea in 1991: Westlands Streekmuseum (het voormalige gemeentemuseum Naaldwijk), Tuinbouwmuseum en het Westlands Centrum voor Streekhistorie.
Het museum is gevestigd in een oude boerderij en is tevens een gemeentelijk monument. Achter de boerderij bevindt zich een tuin van 1 hectare met reconstructies van originele kassen, zoals tuin- en druivenmuren, en verschillende type kassen. Er is aandacht aan de ontwikkeling van de glastuinbouw en op ouderwetse manier worden producten in de tuinen gekweekt. Ook wordt het veilsysteem uitgelegd. Het museum laat de geschiedenis van de streek zien vanaf de Romeinen tot aan de huidige tijd.
Het museum wordt mede mogelijk gemaakt door sponsoren uit het Westland, waardoor het kan blijven bestaan en diverse tentoonstellingen en educatieve programma’s kan aanbieden.

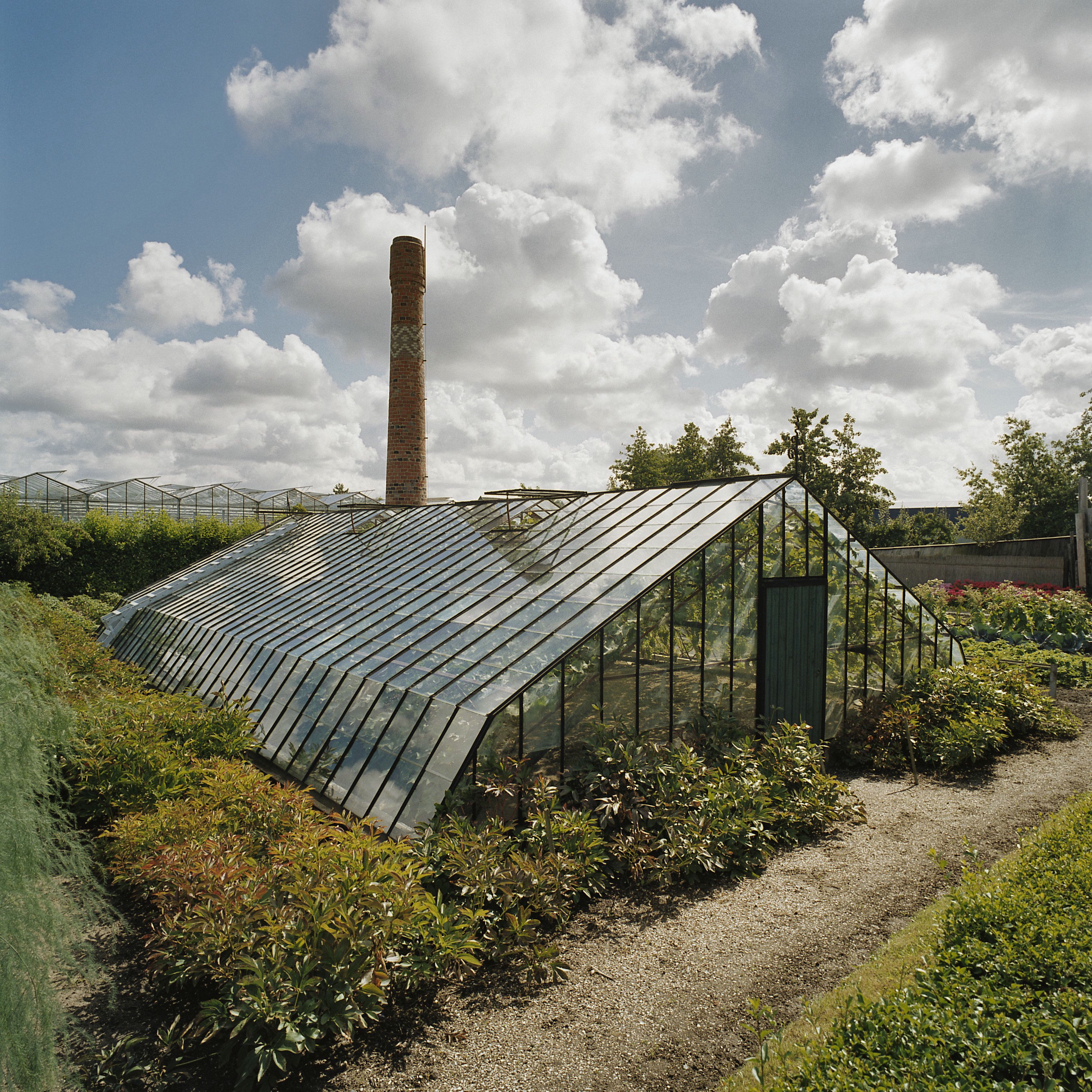
Overzicht van ijzeren druivenserre (kniekas), met schoorsteen op de achtergrond
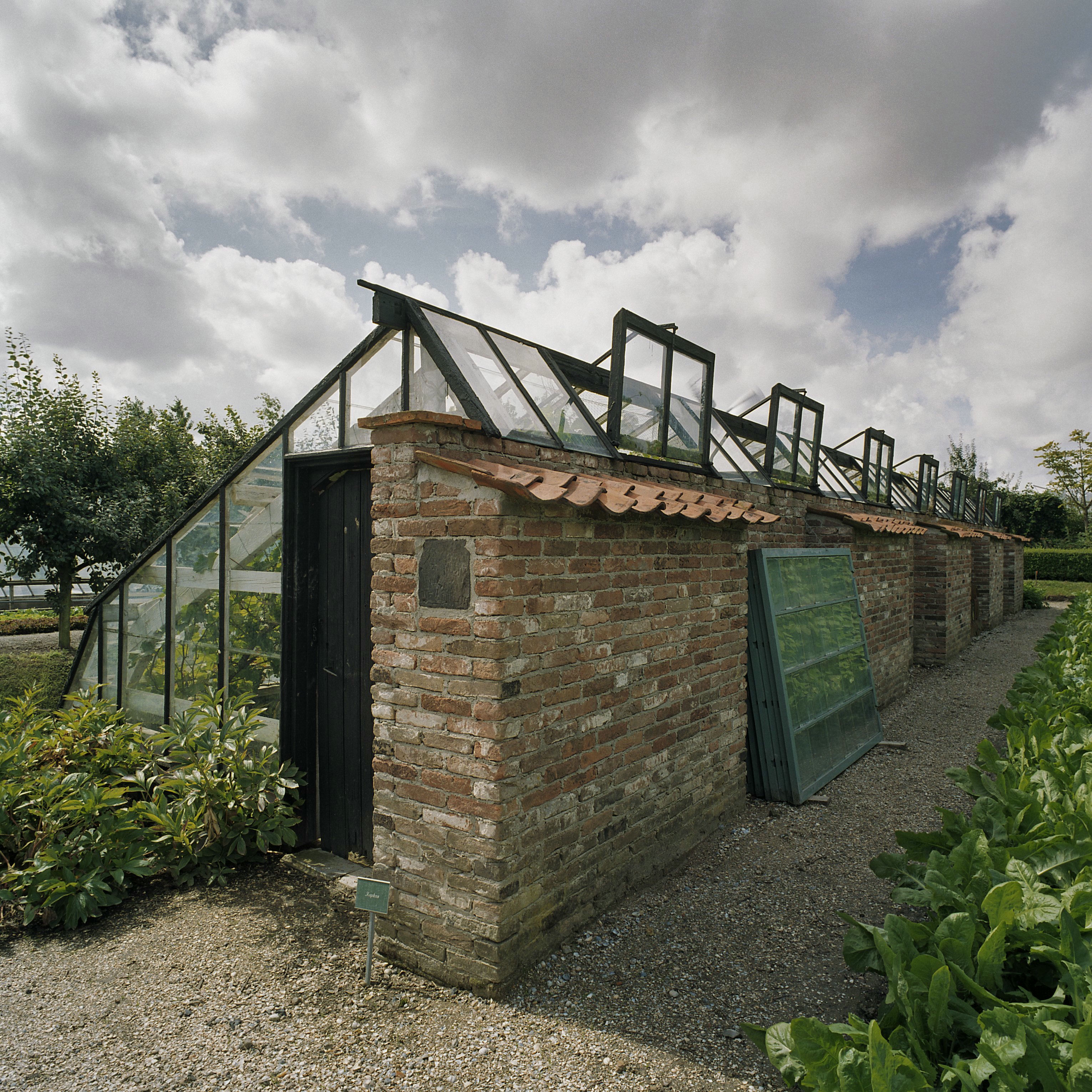
Overzicht muurzijde van gebroken kopkas (muurkas)
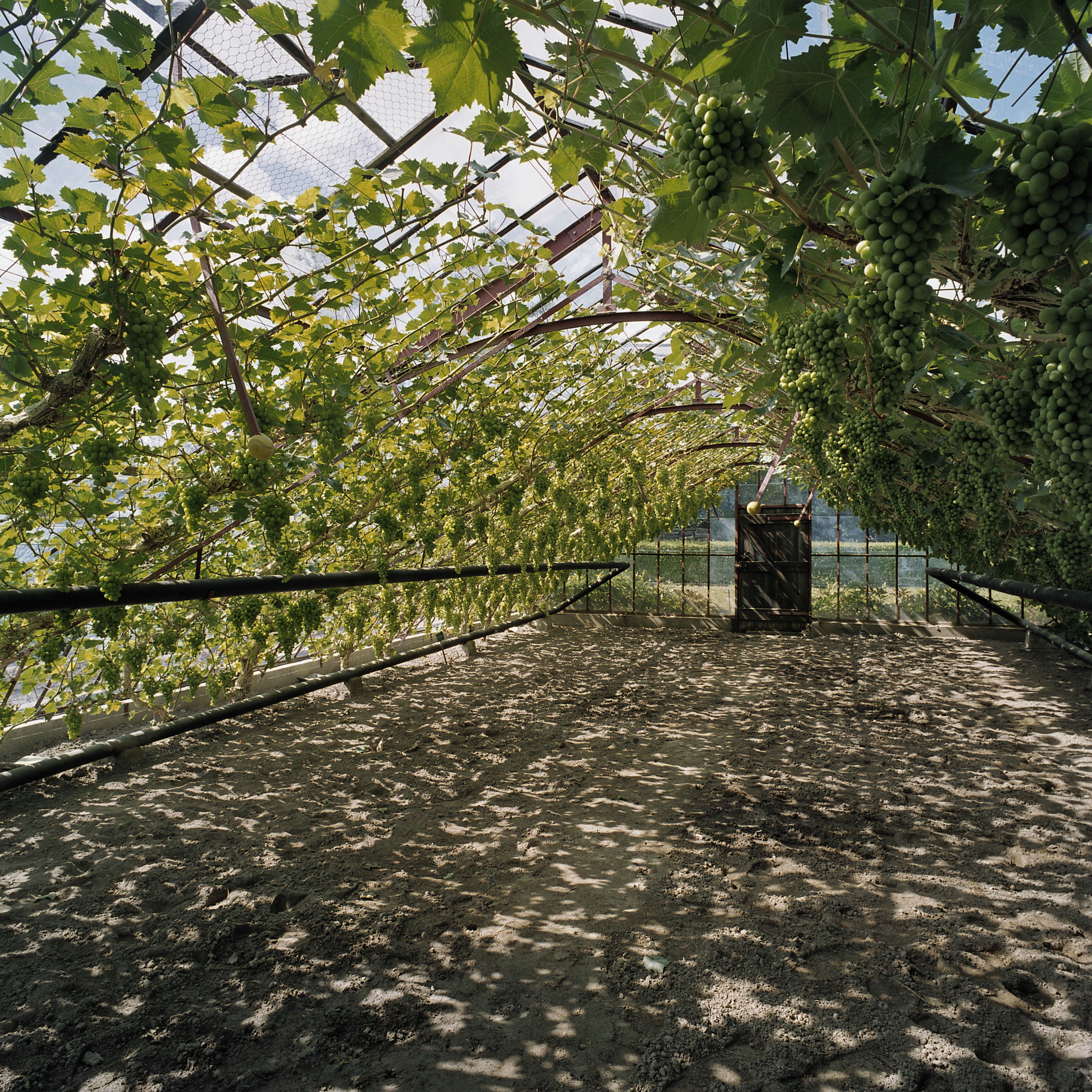
Interieur van ijzeren druivenserre (kniekas)